# Пинто, Густаво
Густаво Эрнан Пинто (исп. Gustavo Hernán Pinto; родился 29 мая 1979 года в Сьюдаделе, Буэнос-Айрес, Аргентина) — аргентинский футболист, полузащитник известный по выступлениям за «Бока Хуниорс». Трёхкратный обладатель Кубка Либертадорес.

## Карьера
Пинто — воспитанник футбольной академии «Бока Хуниорс». В 2000 году он дебютировал в основном составе клуба. В своем первом сезоне он стал чемпионом Апертуры 2000. В том же году вместе с «Бокой» он завоевал Кубок Либертадорес, а через год повторил свой успех. В 2003 году Перес в третий раз выиграл трофей. Из-за отсутствия постоянного места в основе, он покинул команду в том же году и принял приглашение российского клуба «Москва». За новую команду Густаво за два сезона сыграл всего 10 матчей.
Сезон 2005 года Густаво провел в эквадорском «Эмелеке». В 2006 году он вернулся на родину, где выступал за «Олимпию» и «Годой-Крус». В 2008 году он числился в «Ньюэллс Олд Бойз», но так и не провел за команду ни одного матча. В том же году Пинто принял решение завершить карьеру.
В 2012 году Пинто принял приглашение от одной из команд низших аргентинских лиг «Лос-Андес» и возобновил свою карьеру. 14 октября 2012 года в матче против «Колихианес» Густаво дебютировал за новую команду.

## Достижения
«Бока Хуниорс»
- Чемпионат Аргентины по футболу — Апертура 2000
- Обладатель Кубка Либертадорес — 2000
- Обладатель Кубка Либертадорес — 2001
- Обладатель Кубка Либертадорес — 2003